# Aloys Zötl

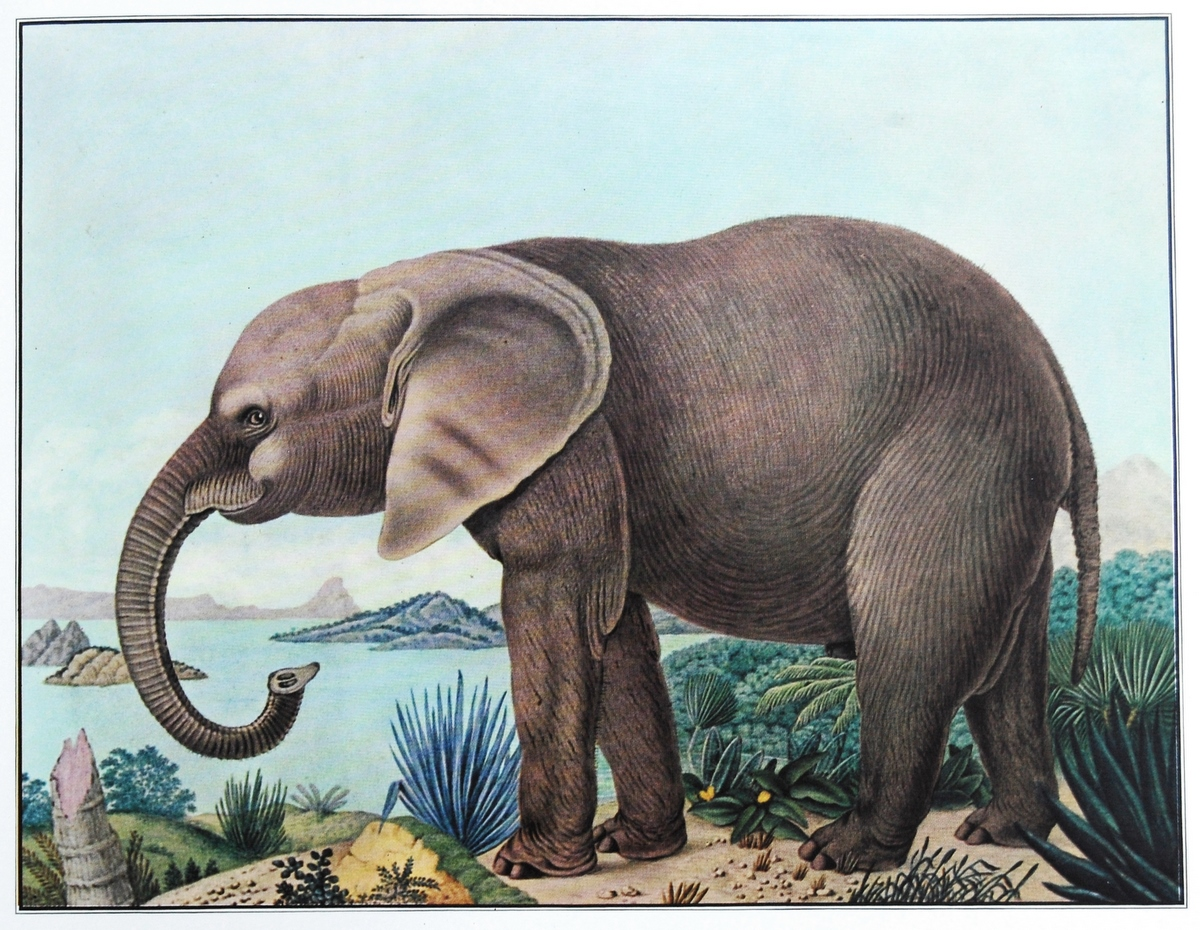
Der afrikanische Elefant

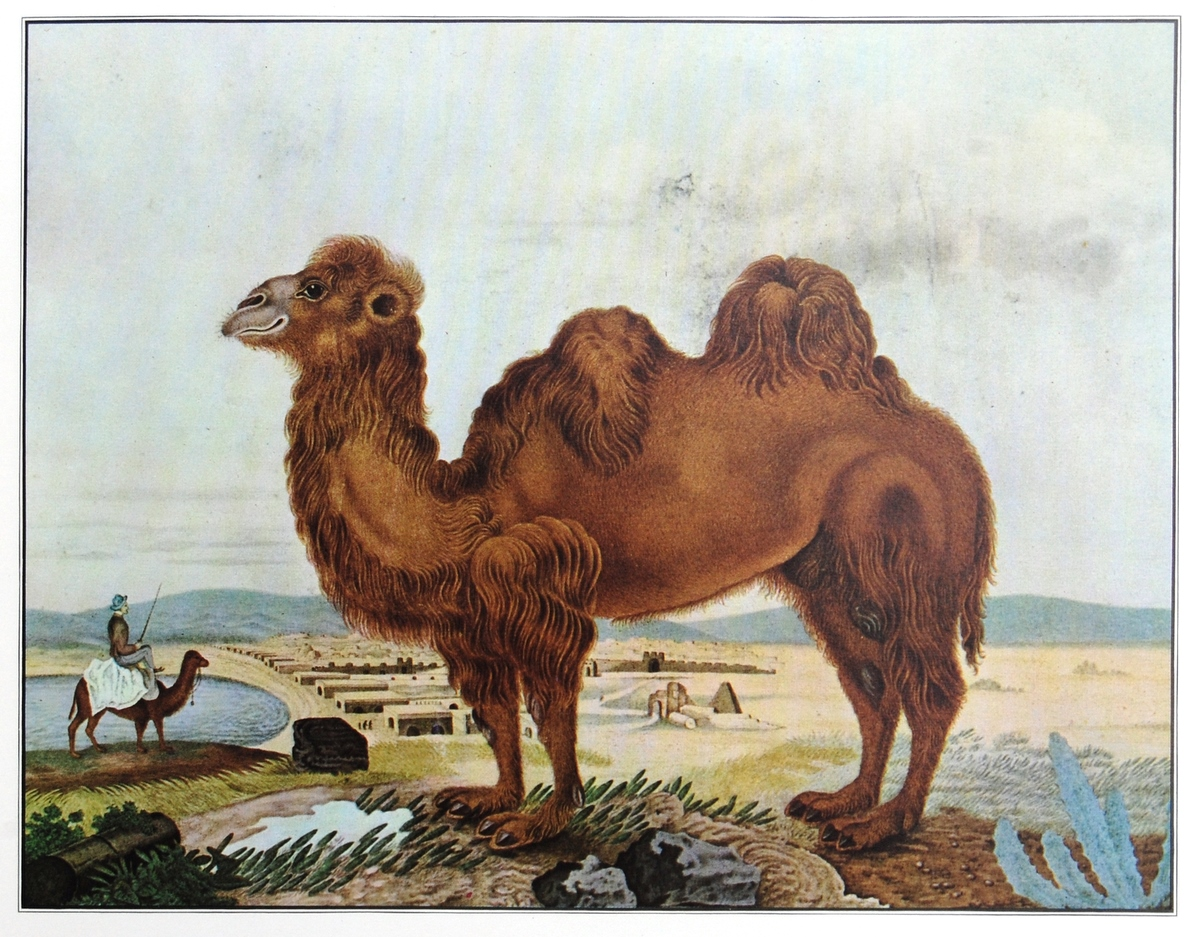
Das Kamel

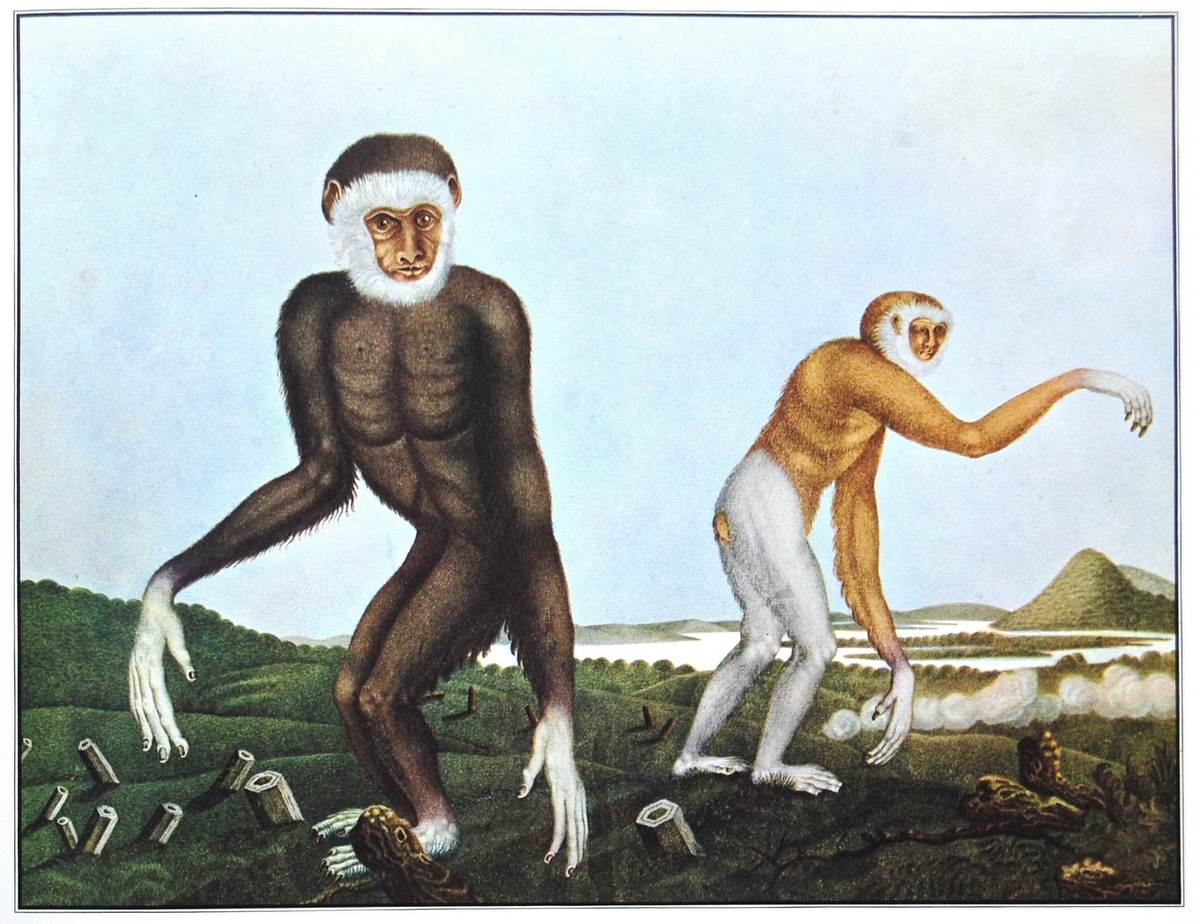
Der Gibbon

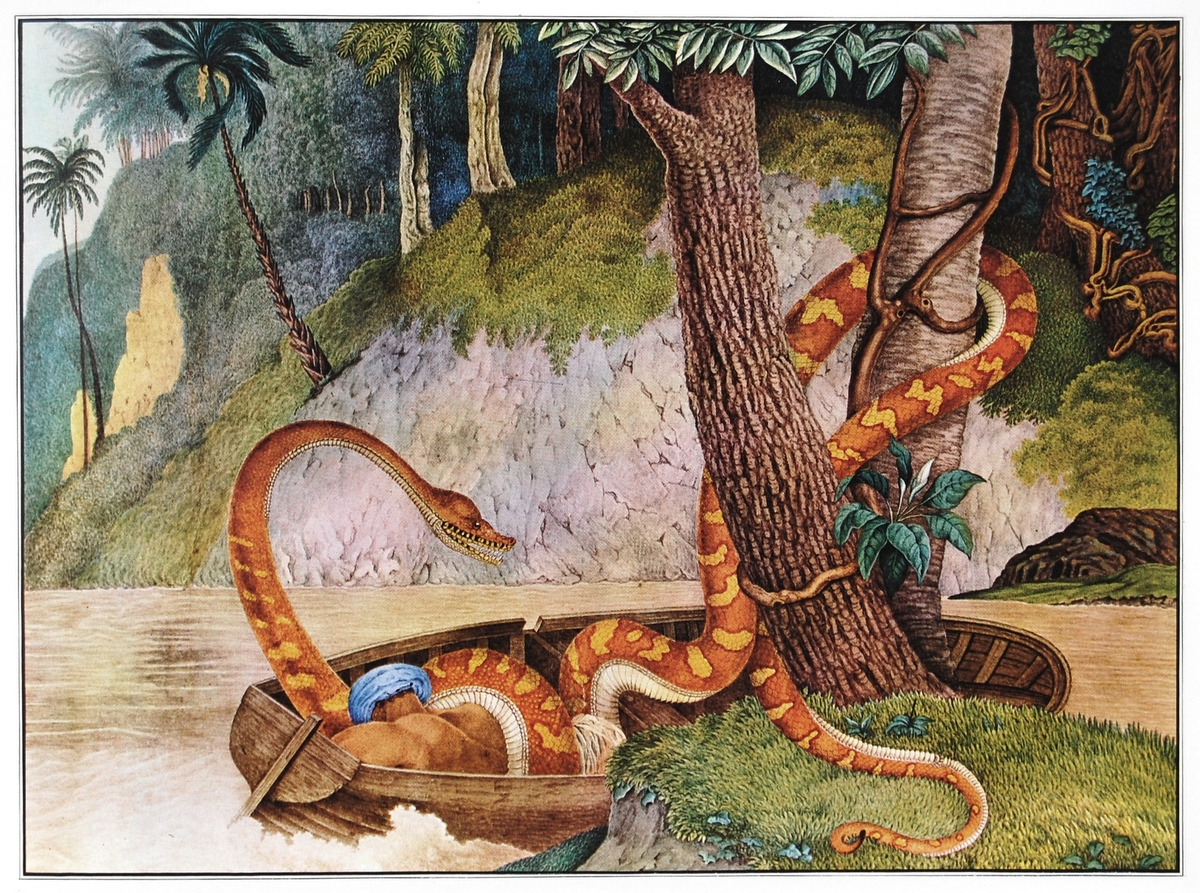
Die Königsschlange

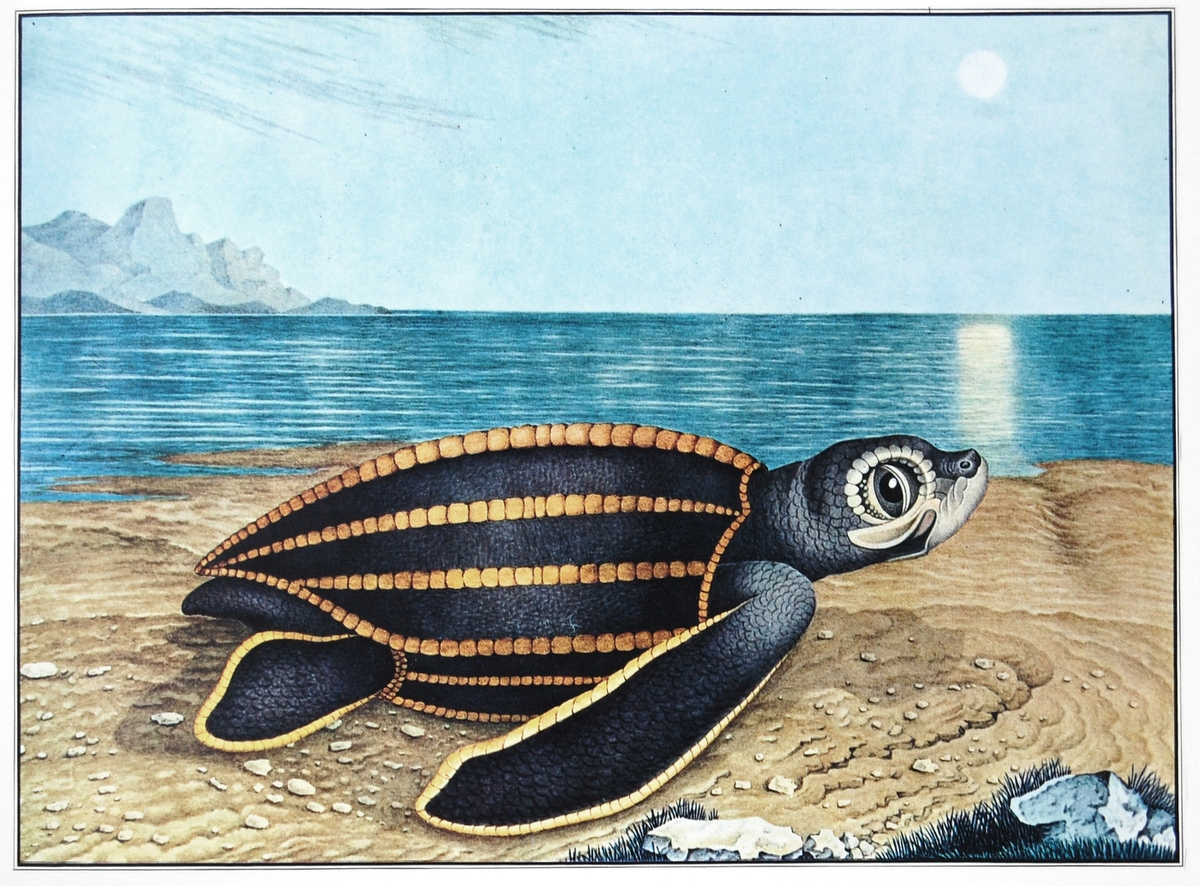
Die Seeschildkröte

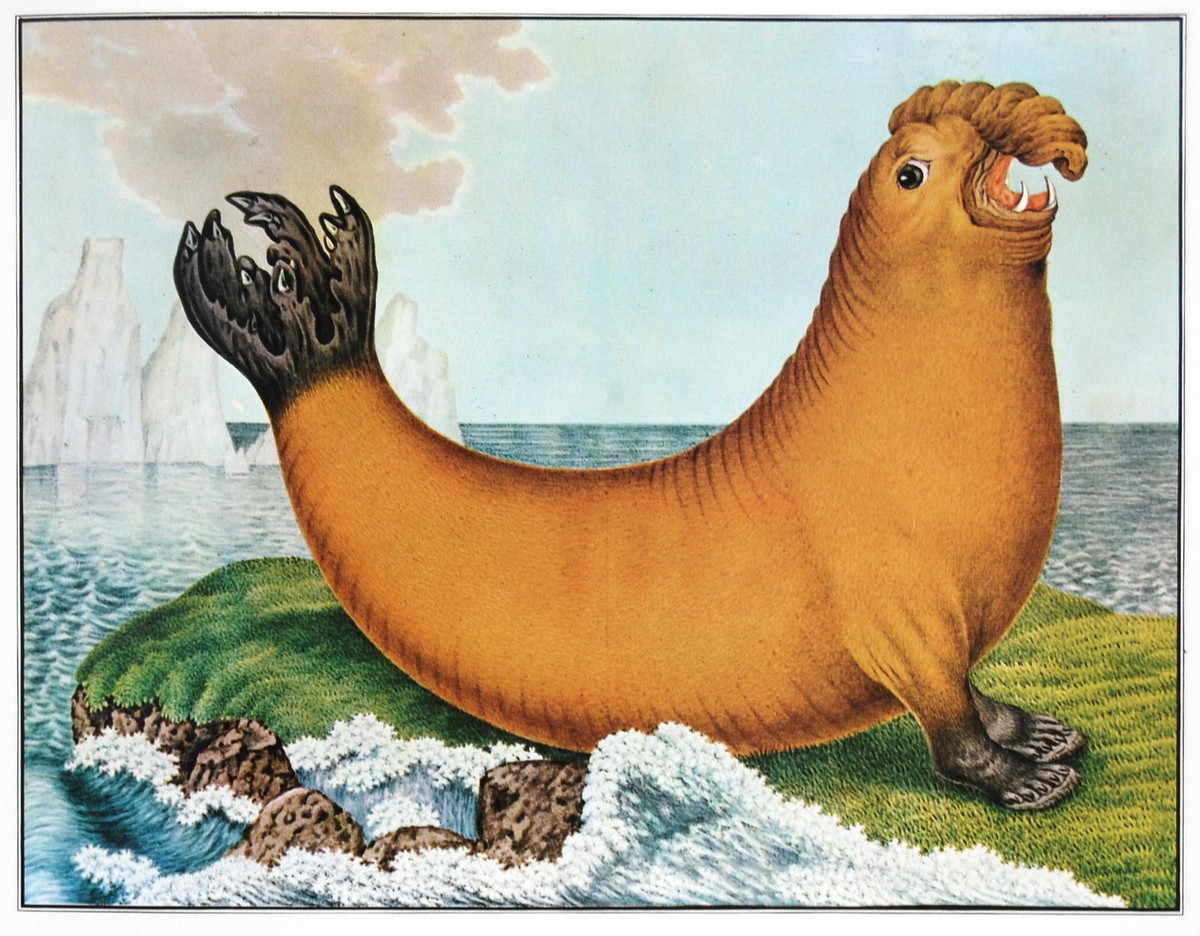
Der See-Elefant

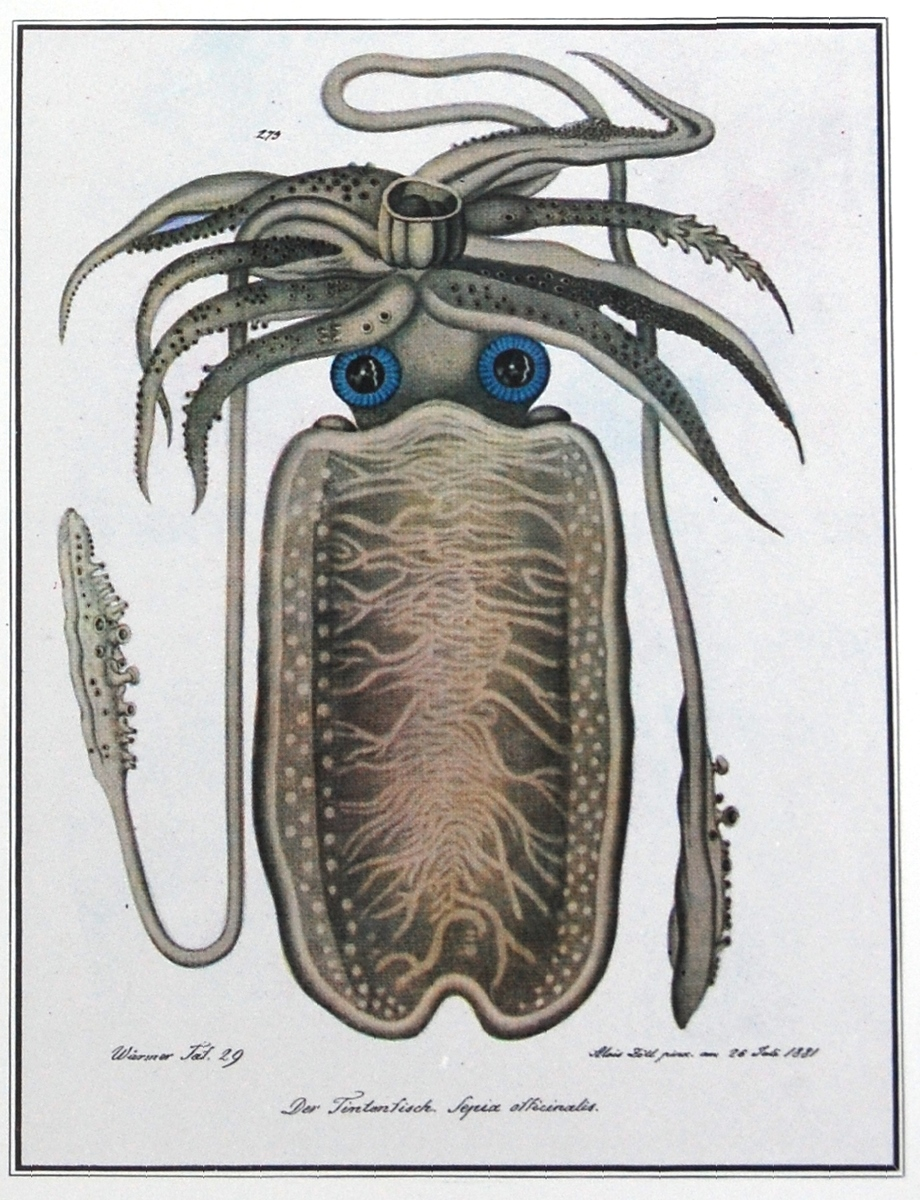
Der Tintenfisch

Aloys Zötl (* 4. Dezember 1803 in Freistadt, Oberösterreich; † 21. Oktober 1887 in Eferding, Oberösterreich) war ein österreichischer Färbermeister und Maler.
Aloys Zötl ließ sich in Eferding als Färbermeister nieder und widmete sein Leben der Erschaffung eines enzyklopädischen Bestiariums (phantastische Tier-Aquarelle). Sein Werk wurde Jahrzehnte nach seinem Tod wiederentdeckt und von André Breton (1896–1966) als das prächtigste Tierbuch bezeichnet, das die Welt je gesehen habe. Zötl wurde neben Henri Rousseau von Breton in die Liste der „Surrealists avant la lettre“ aufgenommen. Damit ist Zötl der einzige „offiziell“ anerkannte Surrealist, den Österreich hervorgebracht hat.

## Biographie
Lange Zeit war über die Eckdaten hinaus nicht viel über Zötls Biografie bekannt.
Zitiert in „Das Bestiarium“ wird Vincent Bounore, der in Archiven und Registern nach Details gesucht hat.  Die Angaben widersprechen sich z. T. mit denen Reitingers (s. u.).
Zötl wurde 1803 geboren in Freistadt, einer Stadt in den Ausläufern des böhmischen Massives.
Seine Eltern waren Franz Xavier Zötl, Färbermeister und Klara, geb. Gruber.
Das Elternhaus stand in der Hafnerzeile Nr. 13, es ist heute nicht mehr vorhanden. Zötl hatte mehrere Brüder, sein Bruder Kajetan siedelte sich in Niederösterreich an, Johann Michael wurde Buchhändler in Freistadt.
Aloys wurde Färber, malte nebenbei als Steckenpferd.
Er ging dann auf Wanderschaft durch ganz Europa, lebte schließlich lange Zeit in London.
(War das nicht eher sein Bruder? - s. u.)
Nach seiner Rückkehr heiratete er Theresia Edtmeir und verlegte seine Tätigkeit als Färbermeister nach Eferding, einer Stadt ca. 60 km von Freistadt entfernt, flussaufwärts von Linz im Donautal gelegen. Dort verbrachte er den Rest seines Lebens, über das nichts weiter bekannt ist.
Am 18. August 1874 starb seine Frau, er selbst 13 Jahre später am 21. Oktober 1887 „nach langer Krankheit“. Sein letztes Aquarell „Exotische Muscheln“ stammt vom 3. Oktober 1887.
Reitinger wird dagegen in der Frankfurter Allgemeinen Zeitung so wiedergegeben:

„Zötl genoss als Kind, wie auch seine Brüder, einen vorzüglichen Zeichenunterricht. Der Vater fertigte für seine Kinder selbst zwei Alben mit Tierbildern nach altertümlichen Holzschnitten und Kupferstichen an. Zötl ist nie weit gereist, im Gegensatz zu seinem Bruder Joseph, der ihm in Briefen die Naturalienkabinette in Deutschland oder England schilderte und ihm aus London schließlich einen der ersten Aquarellfarbkästen der Firma „Ackermann & Co.“ mitbrachte“

## Das Bestiarium
Zwischen 1831 und 1887 fertigte Zötl seine Aquarelle an und datierte sie auf den Tag genau. Sein Werk bestand hinterher aus vier gebundenen Alben mit insgesamt vierhundert Blättern.
Dabei arbeitete er nur für sich selbst, er hat nie ein Publikum für die Aquarelle gesucht und trennte sich auch von keinem einzigen.
Während Breton (und wohl auch andere) einen gewissen Surrealismus in seinen Bildern sahen, verfolgte Zötl selbst mehr enzyklopädische Ziele. Dafür spricht, dass er systematisch zuerst Säugetiere, dann Fische, dann Weichtiere, dann Reptilien, dann Vögel, dann Insekten, dann Batrachier (altertümliche Bezeichnung für Amphibien wie Frösche und Lurche), dann die Hohltiere malte. Erst in seinem letzten Lebensjahr, wo er viel mehr malte als in der Zeit vorher, malte er verschiedenste Themen.
Im Werkkatalog erscheinen auch neun Aquarelle zwischen 1854 und 1864 entstanden mit der anthropologischen Darstellung von Menschen. Diese sind aber nicht mehr auffindbar und sind wohl nur als Intermezzo zu bewerten.

## Der „visionäre Apparat“
Während Breton in Zötl einen „visionären Apparat“ vermutet, aus dem heraus er die Aquarelle gemalt hat, hat Zötl in Wirklichkeit nach Vorlagen gemalt, die z. T. sogar wiederzuerkennen sind. Selbst Tiere, die in seiner Umgebung real vorkamen, malte er nach Vorlagen.
Ein Nachkomme Zötls hat uns seine Bibliothek erhalten, sie besteht hauptsächlich aus naturgeschichtlichen und ethnografischen Werken und Reisebüchern, überwiegend illustriert.

Zötl selbst gab als Lieblingsbücher Ovids „Metamorphosen“, Schütz’ „Erdkunde“ und Buffons „Naturgeschichte“ an. 

„Tatsächlich führt dieser Bilderkosmos näher an sein Werk heran als Bretons ‚visionärer Apparat‘: Es gleicht eher einer phantastischen Collage aus den traumwandlerischen Szenerien Ovids, den flächigen Karten der Erdkunde und den stilisierten Tieren Buffons. Wie Reitinger in einigen Fällen nachweisen kann, fügte Zötl manche Tiere wie Puzzlestücke in vorgefundene Landschaften ein, sich um Größenverhältnisse oder zoologische Richtigkeit nicht scherend. In Tier und Landschaft meint man das Fernweh des ältesten Sohnes glimmen zu sehen, der, um die letzte Nachfolge in einem untergehenden Familienbetrieb anzutreten, ein Zuhausegebliebener sein mußte“

Durch diese Verbindung zwischen Tier und Landschaft muten manche seiner Bilder tatsächlich schon fast wie ein Rousseau an, aber auch durch eine sehr spezielle „Ausstrahlung“, die über eine rein enzyklopädische Darstellung hinausgeht.

## Die Wiederentdeckung des Bestiariums
Das Bestiarium ist nur durch eine Verkettung von Zufällen überhaupt der Nachwelt bekannt geworden.
Zwischen Dezember 1955 und Mai 1956 wurden in Paris 320 seiner Aquarelle auf zwei Aufsehen erregenden Auktionen versteigert. Prominenz aus Kunst und Wirtschaft erwarb Arbeiten des unbekannten Shootingstars zu exorbitanten Preisen, André Breton schrieb ein begeistertes Katalogvorwort und konnte sich in der zweiten Auktion selbst schon keine Werke mehr leisten.